# Sparta (Wisconsin)
Sparta è un comune degli Stati Uniti d'America, situato nello Stato del Wisconsin, nella contea di Monroe, della quale è il capoluogo.